# 오데르-나이세선

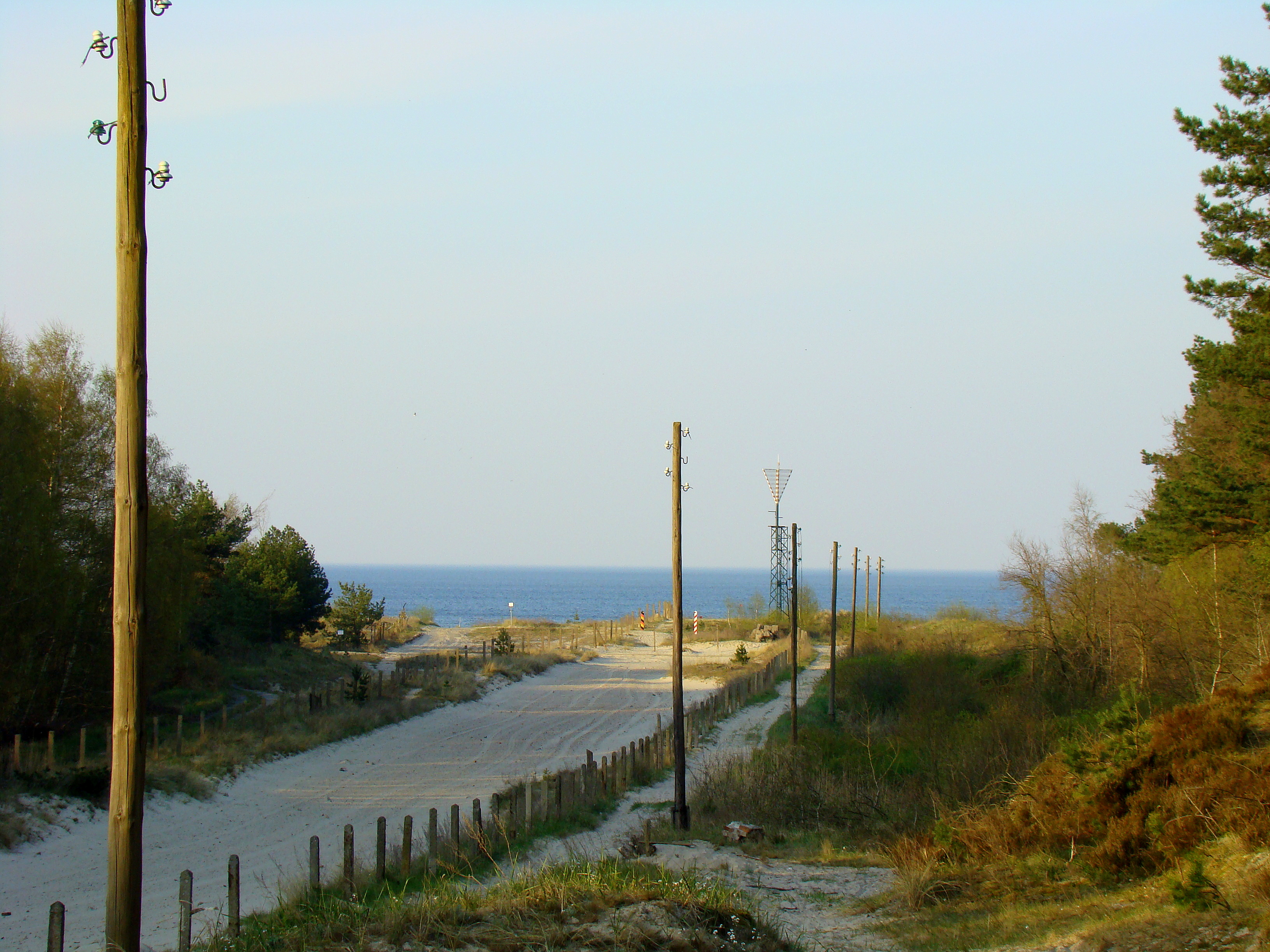
우세돔을 지나는 오데르-나이세선

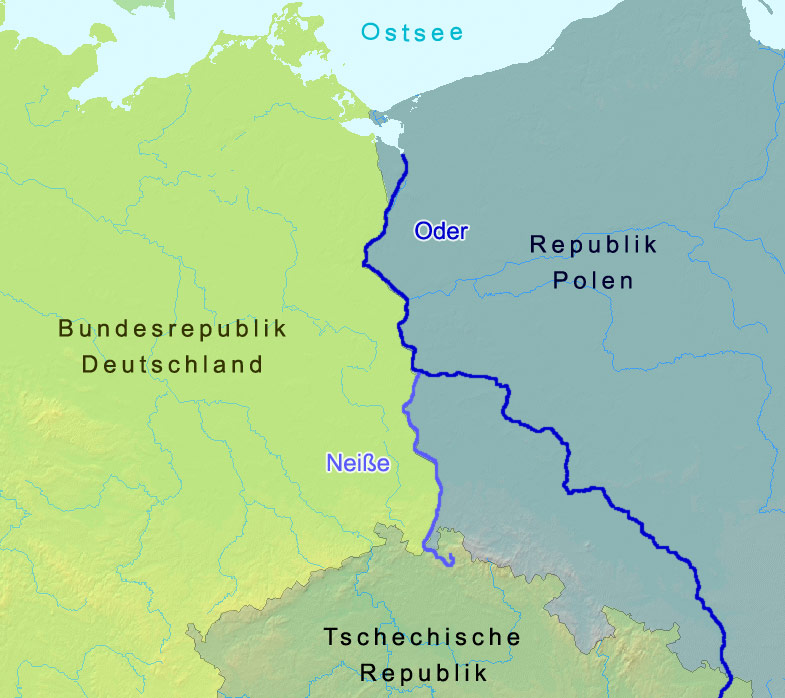
오데르강(파란 선)과 오데르-나이세선

오데르-나이세선(폴란드어: Granica na Odrze i Nysie Łużyckiej, 독일어: Oder-Neiße-Grenze)은 제2차 세계 대전이 종전되면서 새로 확정된 독일과 폴란드의 국경선이다. 오데르강 및 나이세강을 따라 가며, 슈체친(Szczecin/Stettin) 및 시비노우이시치에(Świnoujście/Swinemünde)의 서쪽을 지나고 발트해에서 끝난다. 전쟁 이전의 이 선 동쪽의 독일 영토, 이른바 수복령(바이마르 공화국 영토의 23.8%, 대부분 프로이센령)은 전쟁 이후 폴란드와 소련의 영토가 되었으며, 기존에 살고 있던 독일인들은 대부분 추방당했다.
이 선은 1950년부터 1990년까지 동독과 폴란드 사이의 국경선이었으며, 서독은 1970년대에 이 국경선을 인정하였다. 1990년 독일이 통일되면서 독일과 폴란드는 국경을 확정하는 조약을 체결하였다.

## 폴란드와 독일 간 국경

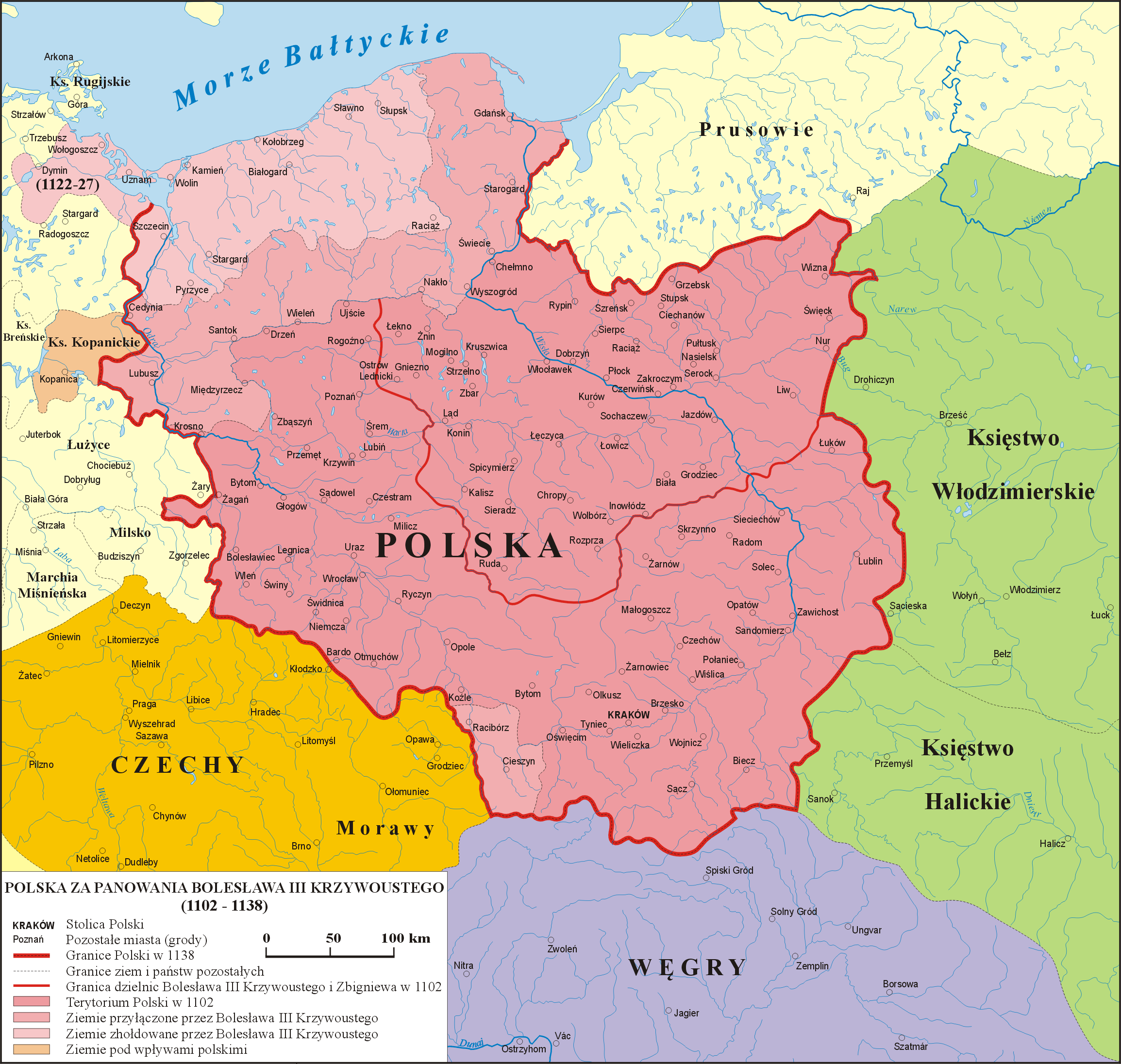
볼레스와프 3세 통치 기간의 폴란드

오데르 강 저지대는 10세기부터 13세기까지 폴란드의 서부 국경이었다. 독일의 팽창주의와 게르만주의가 번창하면서 이 국경선은 독일을 보호할 것이라는 주장이 있었다.
폴란드는 18세기에 3차례에 걸쳐 일어난 폴란드 분할로 인해 지도상에서 사라졌다가 제1차 세계 대전을 계기로 다시 독립하였다. 신생국 폴란드와 독일의 서부 국경은 1919년 베르사유 조약으로 확정되었고, 제2차 세계 대전까지 유지되었다. 이는 과거 폴란드의 역사적인 국경을 따라가지만, 일부 지역은 인종 경계를 따라가도록 조정되었다. 포메라니아(포메른)와 고지 실레시아(슐레지엔)는 분단되었고, 독일 쪽에는 폴란드계 및 슬라브계 소수 인구가, 폴란드 쪽에는 독일계 소수 인구가 있었다. 또한 이 국경선으로 독일은 폴란드 회랑과 단치히 자유시를 사이에 놓고 둘로 쪼개졌다. 단치히 자유시에는 독일계 인구가 많았으나, 폴란드가 발트해로 나가는 안전한 통로를 확보하기 위해서 분리되었다.
제1차 세계 대전 종전 이후, 나치가 권력을 장악하면서 오데르강 지역에서 전쟁을 준비하였다. 이 지역에 살고 있었던 폴란드인은 게르만주의의 영향을 받았다. 나치 독일은 정책적으로 폴란드에 살고 있었던 독일계의 민족주의를 자극하였다.

## 전쟁 시기

### 배경
전쟁 중 시기에 일부 폴란드 국가주의자들은 서부를 차지할 생각을 하고 있었다. 일부 학자들은 10세기 국경선을 기준으로 "폴란드 고대 영토"를 정의하였다. 일부 폴란드 역사학자들은 엘베강 유역까지의 영토 회복을 요구하였다.
전쟁 이전의 폴란드에서 이러한 생각은 환상으로 취급받았으며, 당시 폴란드 정부에 반대했던 당에서 지지한 안이다. 오데르강과 나이세강을 따라 국경을 설정하는 것은 오랫동안 현실성 없는 생각으로 여겨졌다. 제2차 세계 대전 이후 폴란드 공산주의자들은 서부 국경에 관한 개념이 없었기 때문에 국가 민주당의 안을 받아들이고 두 다른 체제를 "폴란드 인민 공화국의 정치 문화를 잡아 나간다"는 점으로 협력시켰다.
나치 독일이 폴란드를 점령한 후, 폴란드인 및 유대인 인구를 보호하기 위한 강력한 국경선이 제안되었다. 폴란드 정부는 큰 영토 변화를 바라지 않았지만, 동프로이센, 단치히, 실레시아의 일부를 바랐고 포메라니아 지역 국경을 강화하기를 원했다. 전쟁이 진행되면서 구상이 변했다.
최종적으로 폴란드의 구상은 2차 세계 대전 이후 영토 할양에 큰 영향을 주지 못하였으나, 스탈린이 주장한 폴란드 국경의 서쪽 이동의 일부에 포함되었다. 스탈린은 폴란드를 서쪽으로 이동시켜 폴란드인과 독일인을 이간질시켜 둘 다를 지배하기를 원했다.

### 테헤란 회담
소련 지도자 이오시프 스탈린은 1943년 후반 테헤란 회담에서 폴란드의 서부 국경을 오데르강으로 확장하자는 제안을 하였다. 미국은 국경 변화에 큰 관심을 가지지 않았으나, 이후 루즈벨트는 폴란드 서부 국경을 오데르강으로 확장하고, 동부 국경을 서쪽으로 축소하는 데 동의하였다. 미국에서 치러진 선거 때문에 이러한 의견을 공개적으로 드러내지 못했다. 영국 외무부 장관 앤서니 에덴(Anthony Eden)은 일기에서 "어려운 점은 미국인들은 루즈벨트의 보좌관 해리 홉킨스가 선거전에서 '정치적 다이너마이트'로 사용될 수 있는 소재에 민감하다. 하지만 내가 말했던 것처럼 해결책이 나오지 않으면 앞으로 6개월 후의 폴란드-소련 관계는 소련군이 폴란드에 진주한 상태로 더 나빠질 것이며 선거에도 영향을 줄 것이다."라고 밝혔다. 영국 정부는 이 문제에 대하여 명확한 입장을 밝혔고, 1944년 1월 14일 유럽 자문 회의에서 "동프로이센, 단치히 및 그 외의 지역을 폴란드에 영구 할양"하는 것을 제안하였고, 폴란드의 "새 국경선을 오데르강으로" 설정하는 것에 동의하였다.

### 얄타 회담
1945년 2월 미국과 영국 정상은 얄타에서 폴란드의 국경선에 관한 기본 조약에 동의하였다. 동부 국경선은 영국 측에서 커즌선에 동의하였으나, 미국 측은 전쟁 이후 폴란드에 르부프(Lwów)를 포함시킬 수도 있음을 인정하였다. 서부 국경선으로는 폴란드가 동프로이센 일부, 단치히, 동부 포메라니아 및 고지 실레시아를 할양받는 데 동의하였다. 프랭클린 루즈벨트 대통령은 스탈린이 폴란드 동부 국경선을 정하는 데 좀 더 너그러웠다면 회담이 더 쉬웠을 것이라고 밝혔다. 윈스턴 처칠은 소련의 양보에 대해서 관용의 제스처라고 받아들였으며, 폴란드의 전후 정부에 대해서 "폴란드를 자유 독립국으로 인정하지 않는 방안에 만족하지 않을 것"이라고 밝혔다.
폴란드의 서부 국경을 결정하면서, 스탈린은 망명 중인 폴란드의 총리 스타니스와프 미코와이치크(Stanisław Mikołajczyk)가 폴란드는 슈체친 및 나이세 강 동부의 독일 영토를 할양받는다는 말을 들었을 때 만족하였다고 밝혔다. 얄타 회담은 소련이 서방에서 제안한 독일-폴란드 국경을 지지하는 첫 사례로 여겨진다. 처칠은 나이세강 서부 국경에 반대하면서 "폴란드 거위들이 소화되지 않는 독일 음식을 처리하기는 힘들 것"이라고 하였다. 또한 영국인들은 독일인들이 문제의 지역에서 추방되었을 때 충격받을 것이라고 했고, 이에 스탈린은 "많은 독일인"들이 소련군의 도착 이전에 떠났다고 주장했다. 폴란드의 서부 국경은 포츠담 회담에서 최종 확정하기로 하였다.

### 폴란드와 소련의 요구

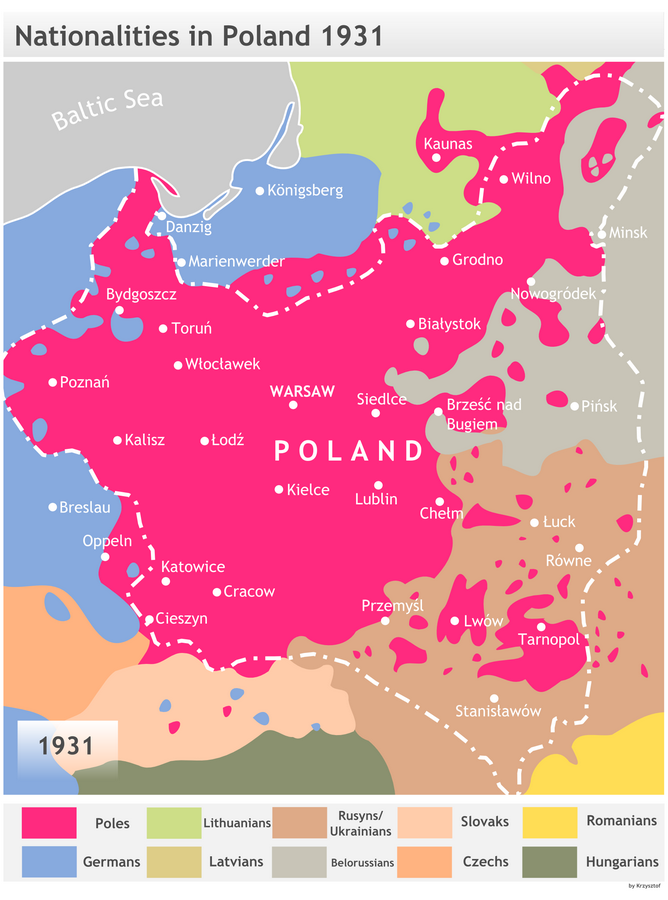
1931년 폴란드의 주요 인종 분포

원래 계획은 슈체친을 독일에 남겨 놓고 쾨니히스베르크를 포함한 동프로이센를 폴란드에 할양하는 것이다. 폴란드 정부는 동프러시아의 전략적인 위치 때문에 1939년부터 이 지역을 원했다. 또 다른 폴란드의 요구는 실레시아, 포메라니아 지역을 할양받고 서부 포메라니아의 국경을 강화하는 것이었다.
하지만 스탈린은 쾨니히스베르크를 소련군을 위한 부동항으로 사용하려고 하였고, 폴란드는 슈체친을 대신 가져갈 것을 요구하였다. 전쟁 이전의 폴란드 망명 정부는 이 결정에 영향을 끼칠 수 없었으며, 르보프(현재 우크라이나 리비우)를 가져가는 것을 원했다. 스탈린은 동의하지 않았으며, 브로츠와프를 포함한 모든 저지 실레시아를 폴란드에 할양하는 것을 제안하였다. 르보프에 살고 있었던 폴란드인은 이후 이 지역으로 이동하였다.

제2차 세계 대전 이후 폴란드 국토의 이동. 파란 선은 1919년 12월 8일 커즌선, 분홍색 지역은 전쟁 이후 폴란드에 할양된 독일 영토, 회색 지역은 전쟁 이후 소련에 할양된 폴란드 영토이다.

최종 확정된 국경은 원안에 있었던 것보다는 영토 변화가 적었다. 더 서쪽에 있는 영토인 콧부스 등에 살고 있는 슬라브계 소르비아인을 포함할 수 있도록 국경선을 제안한 적도 있었다.
서쪽 국경의 정확한 위치는 확정되지 않았다. 서방 연합국들은 폴란드의 향후 서쪽 국경을 오데르강으로 하기로 합의하였다. 하지만 나이세강의 동안 및 서안을 따라 국경선을 설정할지는 미정이었고, 베를린의 항구로 사용되었고 폴란드계 소수 인구가 사는 슈체친을 독일에 둘지, 독일인을 추방하고 폴란드에 둘지를 확정하지 못하였다. 서방 연합국들은 국경선을 나이세강 동부의 브로츠와프에 두는 것을 생각하였으나, 스탈린은 거절하였다. 보브르강에 국경선을 두는 것도 소련이 거절하였다.
니키타 흐루쇼프는 그의 회고록에서 "나의 유일한 희망은 폴란드 국경선을 최대한 서쪽으로 옮기는 것"이라고 밝혔다.

## 포츠담 회담

1945년부터 1949년까지 연합국의 작전 지역

포츠담에서 스탈린은 폴란드 정부가 오데르-나이세선을 원했고, 이 선 동쪽의 독일인을 모두 떠났다는 점을 주장하였다. 이후 러시아인들은 여전히 이 지역에 수백만 명의 독일인(실제로 더 많았음)이 남아 있음을 인정하였다. 일부 폴란드 공산당 지도자들은 회담에서 오데르-서부 나이세 국경선을 주장하였다. 슈체친항은 중앙유럽 수출에 필요하였다. 만약 슈체친이 폴란드령이었다면 "수원지는 오데르강과 나이세강의 가운데쯤에 있다. 만약 오데르강의 지류가 다른 나라의 통제를 받으면 강이 막힐 수 있다"고 밝혔다. 소련군은 슈체친을 장악하려고 했던 폴란드 관리들을 5월과 6월에 추방하였고, 1945년 7월 5일까지 소련에서 감시받는 독일 공산당이 지정한 시장을 임명하였다.

### 할양

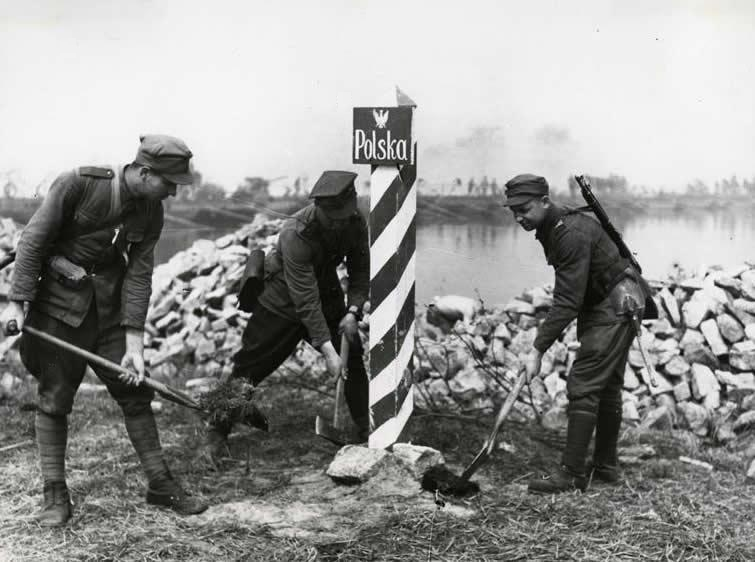
폴란드-독일 국경 설치 작업

이후 미국 국무장관이 된 제임스 번스(James Byrnes)는 소련에게 미국은 오데르강 동부 및 나이세강 동부를 폴란드에 할양할 준비가 되었으며, 서방 점령지에 대한 배상 요구를 철회하는 조건으로 소련 점령지로 취급하지 말아 달라는 요청을 하였다. 새로운 국경선은 독일에 실레시아의 왼쪽 절반만을 남겨 놓았으며, 지역에서 가장 큰 도시인 브로츠와프는 폴란드령이 되었다. 폴란드 대표 및 스탈린은 오데르-보베르-콰이스강을 따라서 국경을 설정하려고 하였으나, 바로 다음 날에 번스는 소련 외무부 장관 몰로토프에게 미국인들은 서부 나이세강을 양도하기로 한다고 밝혔다.
영국은 번스의 양보에 동의하지 않았고, 영국 외무부 장관은 이의를 제기하였으나 이후 미국 안에 동의하였다. 미국과 영국이 폴란드가 너무 많은 독일 영토를 가져간다고 한 주장에 대해서, 스타니스와프 미코와이치크는 "서부 영토는 커즌선 동부에서 추방된 폴란드 인구 및 과포화된 중심지에 살고 있던 인구를 흡수하기 위한 저수지로 필요하다"고 주장하였다. 미국과 영국은 폴란드에게 독일령 영토를 주는 것을 반대하였다. 7월 29일 트루먼 대통령은 몰로토프에게 임시 해결책으로 평화 협정으로 국경선을 확정지을 때까지 오데르강과 동부 나이세강을 폴란드가 통치하는 것을 인정한다고 밝혔다. 이 양보에 대한 조건으로 미국은 "모든 점령군들은 각자의 점령 구역에서 손해 배상을 받고 이탈리아를 국제 연합 관리로 넘긴다"는 것을 제안하였다. 소련은 "두 나이세강 사이의 영토를 폴란드가 관리한다는 것을 부정"하기 때문에 기쁘게 생각하지 않았다.

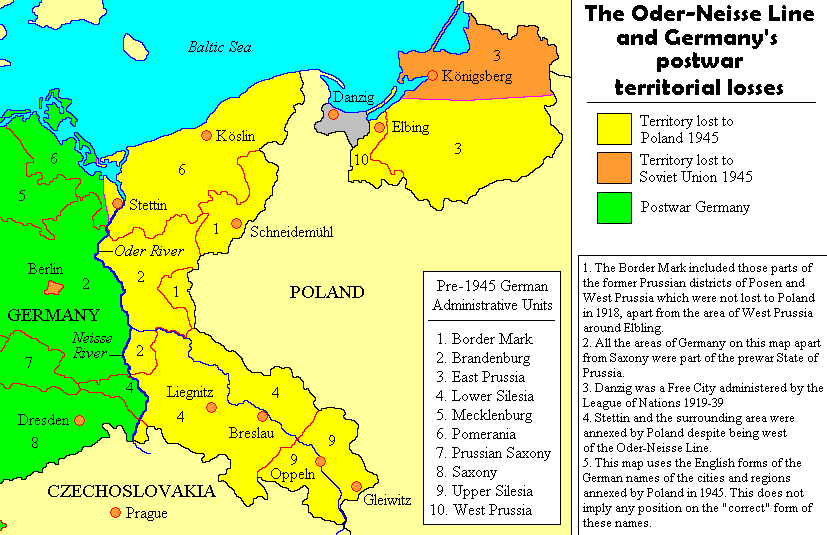
오데르-나이세 선

7월 29일 스탈린은 소련 통제 하의 폴란드 정부 수장 볼레스와프 비에루트(Bolesław Bierut)를 불러서 미국의 제안에 동의할 것을 요구하였다. 폴란드는 서부 나이세 주변의 국경선을 받아들이기로 하였다. 이후 폴란드인들은 계획을 바꿨으나, 스탈린은 기존의 입장을 고수한다고 하였다.
미국, 영국, 소련이 참가한 포츠담 회담에서 평화 조약을 체결하면서, 오데르-나이세선 동쪽의 독일 영토를 폴란드에 할양하고, 신규 및 기존 폴란드 영토에 있는 독일인을 추방하기로 결정하였다.

### 할양받은 영토

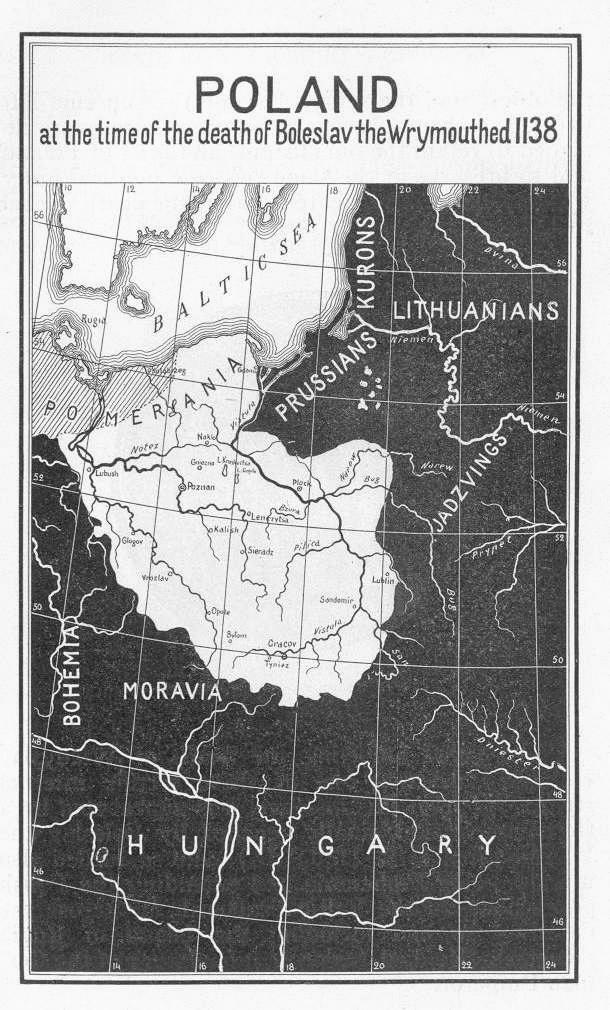
12세기 폴란드-독일 국경이 나타난 지도

이 영토는 과거 피아스트 왕조의 소유에 있었고, 폴란드 분할 당시 프로이센 왕국으로 넘어간 영토를 포함했기 때문에 폴란드에서 재수복 및 수복령으로 불렸다. 이 단어는 폴란드 인민 공화국의 선전에서 자주 사용되었다. 새로운 영토가 "과거 폴란드의 핵심적인 부분"이라고 홍보하는 전단을 만들어서, 새로 도착하는 폴란드인 정착자들을 공산주의 정권 하에서 우대하였다. 제2차 세계 대전 종전 직후에 공산주의자들이 폴란드인들을 정착시키면서 사용하기도 했다. 최종적으로 폴란드는 과거 독일 영토 112,000 km2를 할양받았고, 커즌선 동쪽에 있는 187,000 km2를 소련에 할당하였다. 소련 영토에 있었던 폴란드인과 폴란드계 유대인들은 전후 폴란드에 재정착 작업을 거쳤으나, 시베리아나 카자흐스탄으로 강제 수송된 사람들은 재정착에서 제외되곤 했다.
새 국경이 이렇게 확정된 이유 중 하나는 폴란드와 독일 사이의 가장 짧은 국경이기도 했기 때문이다. 이 국경선의 총 길이는 472 km이었으며, 체코의 최북단에서 시작하여 오데르강 하구의 발트해 최남단으로 연결된다.

## 제2차 세계 대전 이후

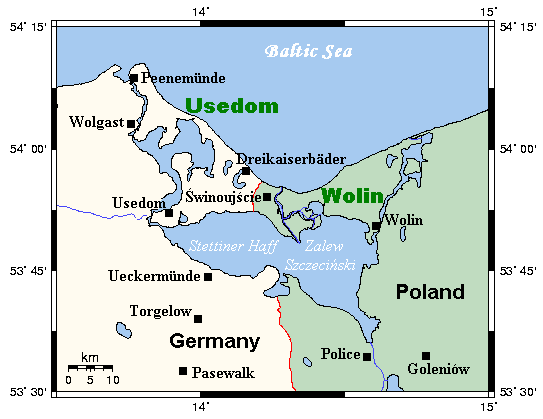
오데르강 서안 지구에 국경이 설정된 오데르강 하구 지역

처칠은 1945년 영국 선거 결과로 인하여 회담 끝에 등장하지 않았다. 처칠은 오데르-서부 나이세선에 동의하지 않았을 것이라고 하였으며, 철의 장막에 대한 연설에서 다음과 같이 밝혔다.
"소련 영향 하에 있는 폴란드 정부는 독일을 과다하고 잘못된 방법으로 합병하려고 하였고, 수백만 명의 독일인을 추방하는 작업이 진행되고 있다."

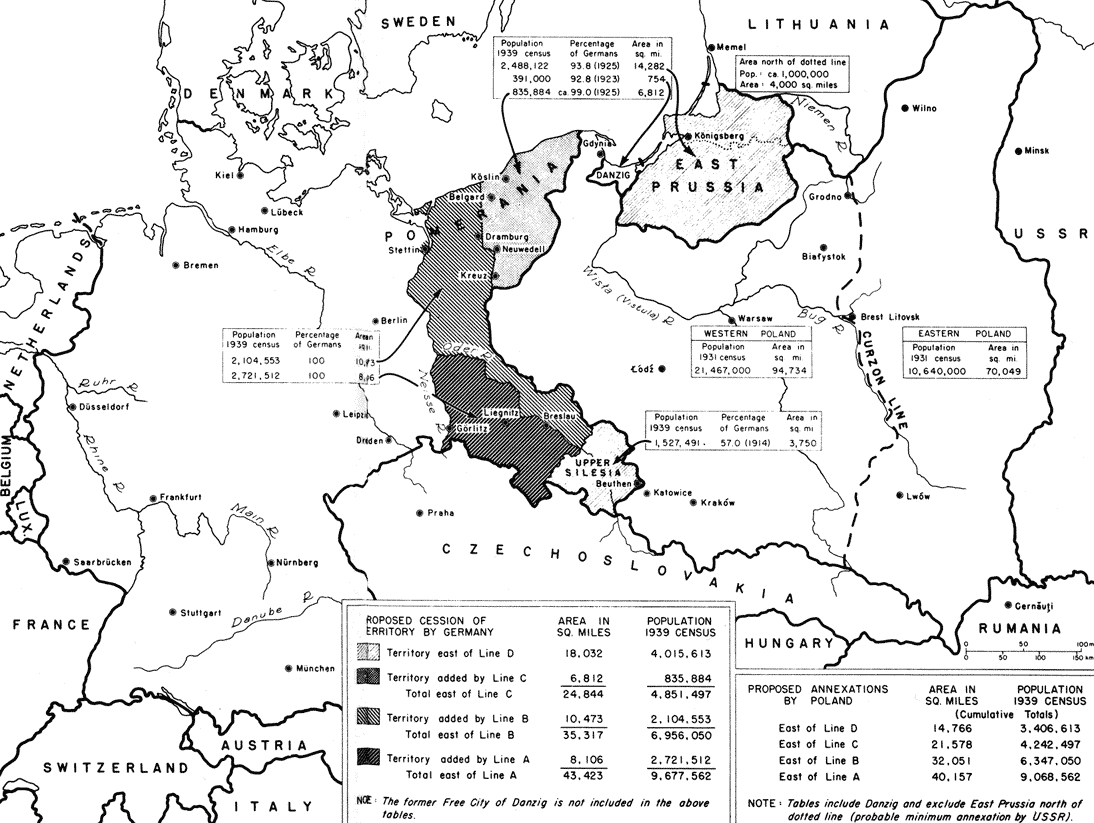
미국 인구 통계국에서 1945년 1월 10일에 만든 독일-폴란드 영토 교환으로 인하여 영향을 받을 인구 지도. 전쟁 이전 독일 인구 통계를 기반으로 만들었고, 포츠담 회담에서 사용되었다.

나치에 의한 영토 확장도 원래대로 돌아갔고, 독일 국경도 1937년 독일계가 대다수이고 폴란드계가 소수인 지역을 포함하도록 서쪽으로 이동하였다. 실레시아의 대부분 지역, 포메라니아의 절반 이상, 동부 브란덴부르크, 작센 일부, 과거 단치히 자유시 및 동프로이센의 남부 2/3이 폴란드에 할양되었다. 동프로이센의 북부 1/3은 소련에 병합되었고, 메멜(현재 클라이페다) 지역은 리투아니아 SSR에 할당되었으며, 소련에 병합된 지역의 대부분은 러시아 소비에트 연방 사회주의 공화국의 칼리닌그라드주가 되었다.
영토 변화에 따라서 전쟁 중에 이동한 사람을 포함한 1400만여 명이 이동하였다. 폴란드에 합병된 영토의 대부분 독일인들이 추방당했으며, 독일에 강제 징용된 폴란드인들은 귀국하였다. 과거 폴란드 제2공화국의 동부는 소련에 합병되었으며, 이 지역에 사는 사람들 역시 새 영토로 이동하였다.
많은 폴란드인들은 독일에 대한 공포로 인하여 새 국경을 지지하였다. 이 국경은 나치의 제2차 세계 대전 발발에 대한 결과 및 폴란드인 대학살, 폴란드 국가 전복 기도, 우크라이나와 벨라루스에 합병된 동부 폴란드 유실에 따른 결과로 소개되기도 했다. 추방된 독일인에 대한 감정은 이 지역에 살았던 독일인들이 나치 침략 하에서 대우를 받았으며, 폴란드인 대량 학살 및 체포에 큰 기여를 하였다는 사실 때문에 나빴다.
스탈린 또한 새로운 국경에 만족하였다. 소련의 공산주의자들이 폴란드 서부 국경을 관리할 수 있었고, 동프로이센과 폴란드 제2 공화국의 영토 또한 획득하였다. 미국 국무총리 제임스 비르네스는 1946년 9월 6일 슈투트가르트 연설에서 미국의 입장을 다음과 같이 밝혔다.
"포츠담에서 과거 독일의 영토는 소련과 폴란드에 할양되었으며, 이 영토는 평화 회담에서 확정되어야 합니다. (...) 실레시아 및 과거 동부 독일에 대하여, 러시아는 포츠담 회담 이전에도 관리 목적으로 폴란드에 할양하였습니다. 각국 정부 수장들은 폴란드의 서부 국경을 확정하기 전, 실레시아를 포함한 독일령 지역은 폴란드의 통치를 받으며 독일의 소련 점령 지역으로 취급하지 말아야 한다는 점에 동의하였습니다. 하지만 포츠담 회담이 마무리되면서, 각국 정부 수장들은 이 지역의 할양을 평화롭게 끝낸다는 것에 동의하지 못했습니다. 소련과 폴란드는 히틀러의 군대에 막대한 피해를 입었습니다. 얄타 회담 결과 폴란드는 커즌선 동부의 영토를 소련에 할양하였습니다. 이 때문에 폴란드는 북서부 국경을 수정해 줄 것을 요구하였습니다. 미국은 폴란드의 입장을 지지하지만, 폴란드로 넘어가야 할 영토는 최종 협상안에서 결정되어야 합니다."
이 발언은 폴란드에게 충격으로 다가왔고, 폴란드 총리는 오데르-나이세선에 따른 폴란드 영토의 회복은 삶과 죽음이 걸려 있는 문제라고 하였다.
비르네스는 폴란드 국경을 서부 나이세 선으로 동의하였다.
1950년대 후반 미국 아이젠하워 대통령 시기에, 미국은 오데르-나이세선을 최종안으로 동의하고 독일의 국경 안을 무시하였으며, 평화 협정으로 끝맺을 것을 요구하였다. 1960년대 중반 미국 정부는 오데르-나이세선을 인정하였으며 변경되지 않을 것이라고 밝혔다. 독일의 국경에 대한 수정주의적인 시각은 서독과 점령군의 공감을 얻었다.
1959년 프랑스는 오데르-나이세선을 인정한다는 것을 밝혔고, 서독에서 논쟁이 있었다.

## 독일의 국경 인정

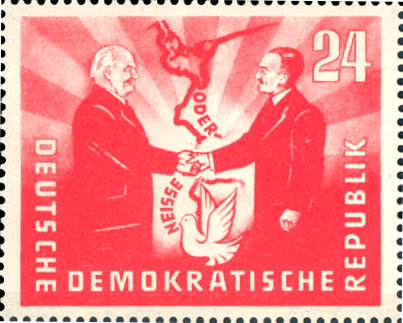
1951년 오데르-나이세선을 기념하기 위한 동독 우표

동독 사회주의 연맹당은 오데르-나이세선을 거부하였다. 소련 점령 및 압박으로 인하여, 평화선(Friedensgrenze)이라는 단어가 1947년 3/4월 모스크바 외무 장관 회담에서 사용되기 시작하였다. 동독과 폴란드 인민 공화국의 정부는 1950년 즈고젤레츠(Zgorzelec) 조약으로 오데르-나이세 선을 국경으로 확정하였고, 공식 명칭은 "평화와 우정의 국경"이었다.
1952년 스탈린은 독일이 통일되기 위해서는 오데르-나이세선을 통일 독일의 국경선으로 인정해야 한다고 밝혔다. 1200만 명의 실향민이 정착한 서독의 콘라드 아데나워 총리는 오데르-나이세선을 인정하지 않았다. 할슈타인 독트린의 일부로 서독은 동독 및 폴란드 인민 공화국의 정부를 인정하지 않았다.

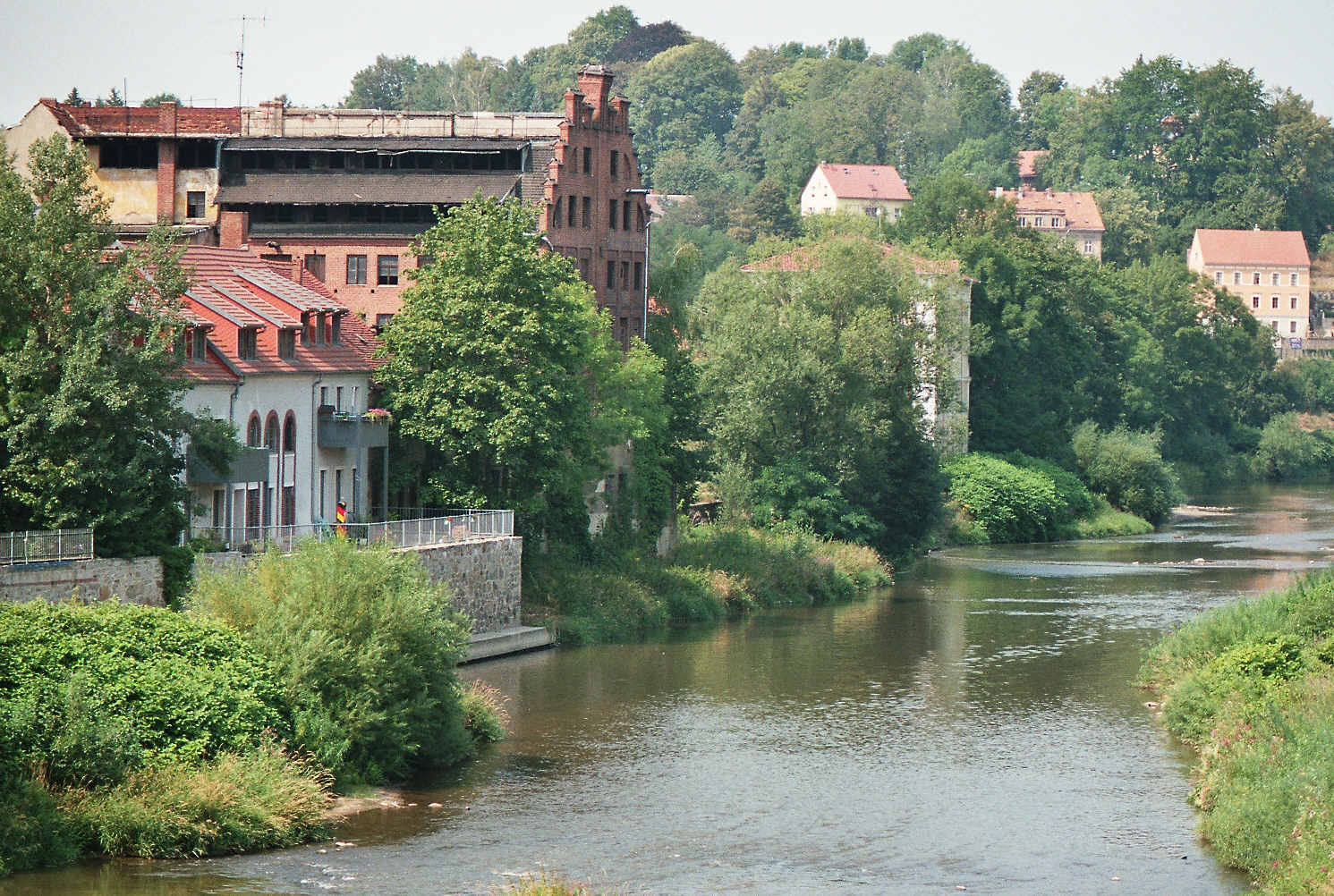
독일 괴를리츠와 폴란드 즈고젤레츠를 나누는 나이세강. 과거 한 도시의 일부였다

1963년 서독 총리 빌리 브란트는 "거절은 배신"이라고 밝혔으나, 동방 정책을 제안한 것은 빌리 브란트 바로 자신이었다. 1970년 서독은 소련과 모스크바 조약, 폴란드와 바르샤바 조약을 체결하면서 오데르-나이세선을 현재 그대로 인정하기로 하였다. 이는 동부 독일 실향민들의 고향 방문에 영향을 주었다. 고향 방문은 여전히 힘들었으나, 폴란드령이 된 옛 고향에 재정착은 불가능한 채로 남았다.
1989년 동독과 폴란드는 해상 경계를 정하는 조약에 사인하였고, 1985년에 있었던 분쟁이 해소되었다.
1990년 11월 독일이 통일된 이후 독일 연방 공화국과 폴란드 공화국은 국경선을 확정하는 조약을 체결하였다. 그 이전에 독일은 헌법을 개정하였고, 과거 동부 독일의 영유권을 주장할 수 있는 서독 기본법 23조를 폐지하였다. 1990년 독일-폴란드 국경 조약은 오데르-나이세선을 독일-폴란드 국경으로 확정하였다. 1991년 6월 체결된 우정 조약과 함께 1992년 1월 16일 발효되었다. 우정 조약에서는 국경 양쪽에 살고 있는 독일 및 폴란드계 소수의 문화적 및 정치적 권한 등을 보장하였다. 1990년 이후 폴란드에 할양된 영토에는 약 15만 명의 독일인들이 살고 있으며, 독일에는 150만 명의 폴란드인 및 폴란드계가 살고 있다. 이는 이민자와 독일 정착자의 후손을 모두 포함한다.

## 기타 개발

### 도시 분할
국경선이 설정되면서 일부 도시는 둘로 분할되었다.
- 괴를리츠(Görlitz)/즈고젤레츠(Zgorzelec)
- 구벤(Guben)/구빈(Gubin)
- 프랑크푸르트(Frankfurt (Oder))/스우비체(Słubice)
- 퀴스트리너포를란트(Küstriner Vorland)/코스트신나트오드롱(Kostrzyn nad Odrą)

무스카우 공원도 둘로 나뉘었다.

### 솅겐 조약
2007년 폴란드가 솅겐 조약에 가입하였다. 2009년 독일의 극우파 정당인 국가민주당은 독일-폴란드 국경 근처에 포스터를 붙이면서 "폴란드의 침략"에 대한 시위를 하였다. 2011년 4월 폴란드인의 독일 취업 제한이 해제되었다.

## 같이 보기
- 커즌선

### 추가 자료
- "왜 오데르-나이세 선은 평화선이 되었는가?"라는 주제의 동독 선전물 보관됨 2012-10-14 - 웨이백 머신
- 1990년 11월 14일 체결된 독일 연방 공화국과 폴란드 공화국의 국경 조약 (PDF) (독일과 폴란드의 국경 확정 조약 (1990년 11월 14일 바르샤바), 폴란드어 및 독일어)
- (독일어) 오데르-나이세 선 문제 (PDF)
- Closing The Ring 윈스턴 처칠의 회고록 중 테헤란 회담
- Speaking Frankly 제임스 비르네스의 회고록 중 얄타 회담
- Triumph and Tragedy 윈스턴 처칠의 회고록 중 얄타 회담
- 1945년 2월 27일 얄타 회담에 관한 처칠의 선언문
- 독일-폴란드 국경 지역. 지역 통합이 이루어질 것인가?